# Keizerlijk leger (Heilige Roomse Rijk)

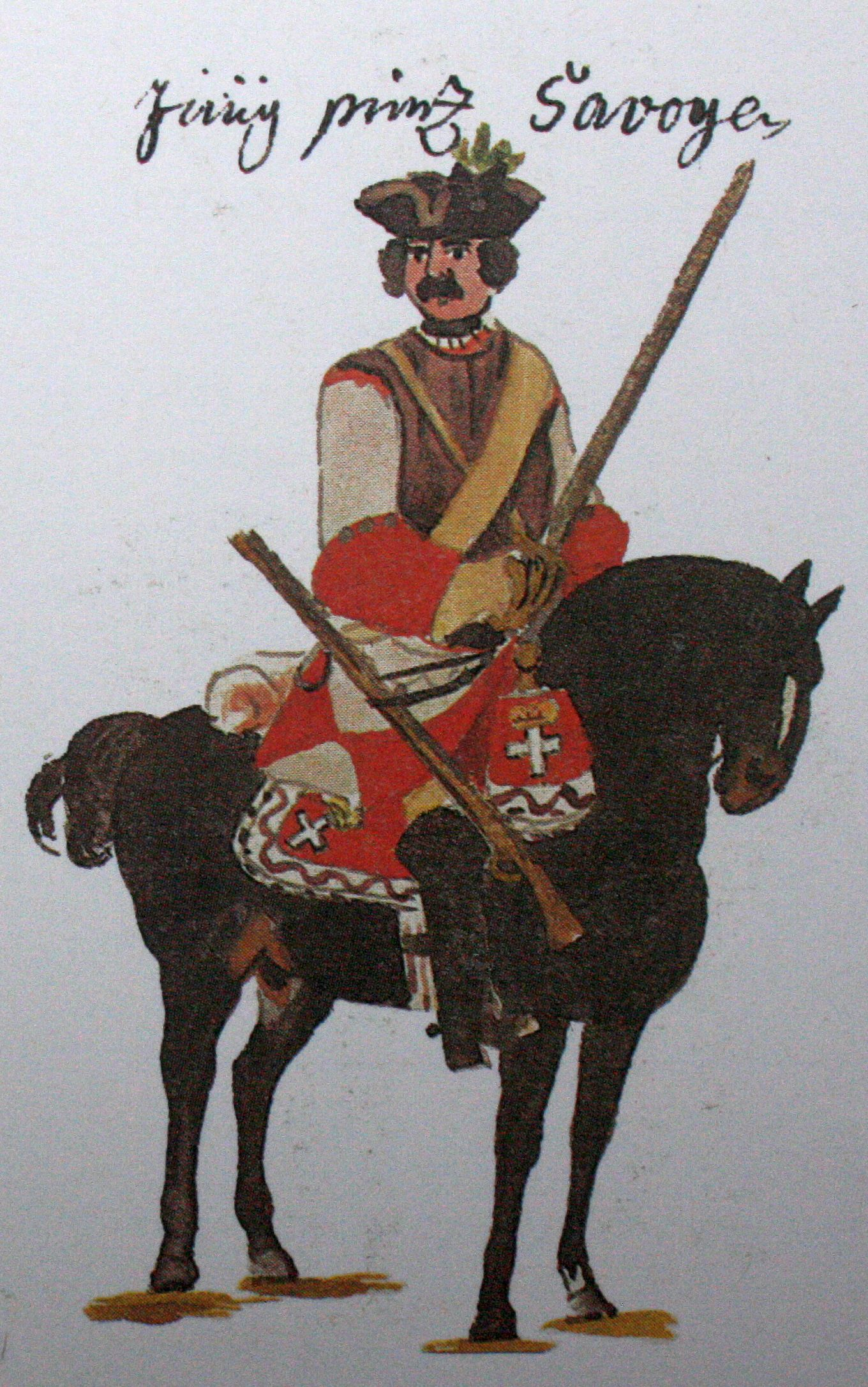
Keizerlijke Kurassier tijdens de Poolse Successieoorlog.

Het Keizerlijke leger (Duits: Kaiserliche Armee, Latijn: Exercitus Imperatoris (Romani)) was het leger dat tijdens de Vroegmoderne Tijd onder directe controle stond van de keizer van het Heilige Roomse Rijk. Naast zijn eigen keizerlijke troepen voerde de keizer ook het opperbevel over het Rijksleger, dat echter alleen met toestemming van de Rijksdag gemobiliseerd kon worden. Omdat de keizer vrijwel de gehele periode ook aartshertog van Oostenrijk was werd het keizerlijke leger vanaf de 18e eeuw steeds vaker "Oostenrijks" genoemd. De troepen werden echter in het hele Rijk geronseld.

## Oorlogen
Het keizerlijke leger speelde een belangrijke rol tijdens de volgende oorlogen:
- De Lange Turkse Oorlog (1591-1606)
- De Dertigjarige Oorlog (1618-1648)
- De Noordse Oorlog (1656-1660)
- De Turkse Oorlog (1663-1664)
- De Hollandse Oorlog en de Schoonse Oorlog (1673 - 1679)
- De Grote Turkse Oorlog (1683-1700)
- De Negenjarige Oorlog (1688-1697)
- De Spaanse Successieoorlog (1701-1714)
- De Turkse Oorlog (1716-1718)
- De Oorlog van de Quadruple Alliantie (1718-1720)
- De Poolse Successieoorlog (1733-1738)
- De Oostenrijkse Successieoorlog (1740-1748)
- De Zevenjarige Oorlog (1756-1763)
- De Beierse Successieoorlog (1778-1779)
- De Eerste Coalitieoorlog (1792-1797)
- De Tweede Coalitieoorlog (1799-1802)